# Scarabaeus (Gattung)
Scarabaeus ist eine Gattung der Käfer, es ist die Typusgattung der Familie der Blatthornkäfer (Scarabaeidae). Bekannt ist die Gattung für verschiedene, im Alten Ägypten als Vorlage für Amulette, Siegel und sakrale Objekte verwendete Arten, darunter vor allem den Heiligen Pillendreher Scarabaeus sacer; diese Objekte werden Skarabäus genannt. Scarabaeus ist eine artenreiche Gattung, die in verschiedene Untergattungen gegliedert wird, deren Status zwischen verschiedenen Käferkundlern (Koleopterologen) umstritten ist. Dementsprechend hängt die Artenzahl vom zugrunde liegenden taxonomischen Konzept ab.

## Beschreibung
Scarabaeus-Arten sind verhältnismäßig große, schwarz, schwarzbraun oder seltener düster metallisch gefärbte Käfer mit kurzem, breit ovalem Körperumriss, meist oberseits mehr oder weniger flach, bis stark gewölbt. Die Mittel- und Hinterbeine, insbesondere deren Schienen (Tibiae) sind auffallend lang und schlank, die Hinterschienen in der Regel säbelartig nach innen gebogen, sie sind immer nur schwach und wenn, dann gleichmäßig zur Spitze hin verbreitert. Den Vorderbeinen fehlen die Fußglieder (Vordertarsen) vollständig, die Beine enden daher mit der Spitze der Tibia, diese ist lang und auf der Außenseite kräftig mit vier, sechs oder acht großen Zähnen und weiteren kleinen Zähnchen bezahnt (Grabbeine), an der Spitze mit einem beweglich abgesetzten Sporn. Auch die Mittel- und Hintertarsen sind eher schwach entwickelt, mit zwei Krallen (Scarabaeus s. str.), oder mit einer Kralle (Kheper), beide tragen an der Spitze je einen Sporn. Am Kopf ist der Kopfschild (Clypeus), der von oben gesehen den vorderen Kopfrand bildet, auffallend stark entwickelt und vorn mit einer Reihe vier grober Zähne versehen, auch die Wangen (Genae) sind vorn zugespitzt oder mit einem bzw. zwei Zähnen versehen, also der Kopfvorderrand mit insgesamt sechs oder acht Zähnen. Die Fühler bestehen aus neun Gliedern, an der Spitze mit der für die Familie typischen Blätterkeule. Die Flügeldecken (Elytren) sind in Aufsicht im Umriss mehr oder weniger stark gerundet. Ein Schildchen (Scutellum) ist dazwischen meist nicht sichtbar, gelegentlich aber sehr klein erkennbar. Auf der Unterseite sind die Hüften (Coxae) der Mittelbeine einander genähert und schräg zur Körperachse gestellt.
Innerhalb der Gattung gibt es flugfähige Arten mit ausgebildeten Hinterflügeln neben anderen, deren Flugfähigkeit verloren gegangen ist. Bei den fliegenden Arten werden die Elytren im Flug abgespreizt, die Flügel können nicht (wie bei einigen verwandten Gattungen) bei geschlossenen Elytren durch eine seitliche Aussparung vorgeschoben werden.

## Verbreitung
Scarabaeus-Arten leben meist in mehr oder weniger trockenen (ariden), offenen und unbewaldeten Habitaten, mit Verbreitungszentrum in der Afrotropis, einige afrikanische Arten auch in Wäldern. Nur etwa 30 Arten kommen auch in der Paläarktis weiter nördlich und östlich, im europäischen Mittelmeerraum und in den Trockengebieten Asiens, vor. Nach Osten kommen noch fünf Arten in Pakistan vor, in Korea nur noch zwei, Scarabaeus pius und Scarabaeus typhon (die beide auch aus Europa bekannt sind). Aus Europa sind neun Arten der Gattung bekannt.

## Biologie und Lebensweise
Die meisten Scarabaeus-Arten, deren Biologie überhaupt bekannt ist, gehören zu den den Kot von Pflanzenfressern (in Europa vor allem Huftieren wie Schafen und Rindern) fressenden (koprophagen) Arten, die aus dem Dung eine Kugel formen, die sie von der Fundstelle weg eine Strecke rollen und dann in einem unterirdischen Bau vergraben. Sie gehören also zu den „telocopriden“ Blatthornkäfern, einer der vier unterschiedenen ökologischen Gruppen. Die meisten koprophagen Blatthornkäfer formen hingegen Dungkugeln, die sie an Ort und Stelle vergraben, oder sie legen ihre Eier direkt in den unveränderten Dung. Das auffallende Verhalten des Baus und Rollens solcher „Kotpillen“ hat der gesamten Gruppe den Trivialnamen „Pillendreher“ eingebracht. Das seit der Antike bekannte Verhalten haben schon Pioniere der Entomologie wie Jean-Henri Fabre eingehend erforscht.
Schon er beobachtete an Scarabaeus-Arten, dass diese zwei verschiedene Sorten von Kugeln formen: Neben den „Brutpillen“ für die Verproviantierung des Nachwuchses auch „Futterpillen“ für die eigene Ernährung. Vom Männchen geformte Futterpillen dienen als „Brautgeschenk“, mit denen ein Weibchen in eine Paarbindung gelockt werden soll. Während die europäischen Arten überwiegend tagaktiv sind, kommen in Afrika zahlreiche nachtaktive Arten vor. Der Kot wird mittels der Antennen nach dem Geruch gefunden. Scarabaeus-Individuen unterschiedlichen Geschlechts finden sich an ihrer Nahrung. Zunächst die Männchen beginnen dann, eine Kugel zu formen. Dazu werden bei kleinen Kotballen mehrere in eine Kugel eingearbeitet. Von größeren wird mit Hilfe des gezackten Vorderrands des Kopfs ein Brocken abgesprengt und dann mit Mittel- und Hinterbeinen weiter verarbeitet. Der Käfer verlässt einen einmal begonnenen Ballen nicht mehr freiwillig. Zwischen verschiedenen Käfern kommt es nicht selten zu erbitterten Kämpfen um Kotballen. Ist eine regelmäßige Kugel ausreichender Größe geformt, hält sie der Käfer mit den Hinterbeinen fest und rollt sie bei gesenktem Kopf rückwärts in gerader Linie fort, wobei er sich mit den Vorderbeinen abstößt. Das Weibchen „reitet“ entweder auf der Kugel mit oder läuft einige Zentimeter hinter dem Männchen her. Meist werden einige Meter zurückgelegt, bis eine geeignete Stelle zum Vergraben gefunden wird. Vor allem die Weibchen graben die Pille ein, indem sie entweder darunter den Boden wegscharren oder neben ihr ein Loch graben und sie anschließend hineinrollen. Es wird ein minimal etwa 10, meist 30 bis 60 Zentimeter tiefer Gang ausgegraben, an dessen Ende eine erweiterte Höhle angelegt wird. Im Fall einer reinen Futterpille verbleiben beide Käfer an der Kugel, bis diese verzehrt ist. Der Sinn des Eingrabens liegt wohl, neben dem Ausschluss von Konkurrenten, darin, dass der Kot so länger feucht und frisch bleibt.
Zu einem Kotvorrat zurückgekehrt, baut das Weibchen eine Brutpille (während Futterpillen, auch bei verpaarten Tieren, immer vom Männchen gebaut und gerollt werden). Anschließend gräbt das Weibchen diese in etwa 30 Zentimeter Tiefe ein. In der Höhle nimmt das Weibchen die Transportkugel völlig auseinander und baut das Material zu einem etwa birnenförmigen Klumpen um, in dessen Spitzenteil sie in einer kleinen Eikammer ein einziges, auffallend großes Ei absetzt. Anschließend gräbt sich das Weibchen bis zur Erdoberfläche frei. Die schlüpfende Larve frisst von innen eine Höhle in den Kotvorrat. Die Larvalentwicklung dauert etwa 60 Tage. Jedes Weibchen legt in einer Saison so etwa drei bis sechs entsprechender Brutkammern an, bei einigen afrikanischen Kheper-Arten nur eine einzige pro Saison.
In den afrikanischen Savannen lockt frischer Dung binnen weniger Minuten oft Tausende koprophager Käfer an. Selbst ein Haufen Elefantendung ist meist binnen einer halben Stunde zu einer Matte aus halbflüssigen, von den Käfern verändertem Material mit einer dünnen trockenen Faserschicht obenauf verwandelt. Es kommt daher für den Erfolg der Käfer auf Schnelligkeit an. Die großen Scarabaeus-Arten mit Körpermassen bis 10 Gramm erreichen den Dung fliegend, wobei sie ihre Aktivität durch Regulierung einer hohen Körpertemperatur über Muskelaktivität steigern. Ist der Kot bereits durch kleinere, im Dung bohrende Blatthornkäfer durchsetzt, formen die Käfer keine Pillen mehr, bereits begonnene werden aufgegeben. Bei genügend hohen Temperaturen ist eine Pille binnen weniger Minuten fertiggestellt.
Scarabaeus-Arten sind je nach Art unterschiedlich spezialisiert auf bestimmte Nahrungssubstrate. Zumindest die europäischen Arten gelten als nicht wählerisch und nehmen durchaus auch Menschenkot an. In Europa sind die meisten Arten aber stark rückläufig in ihrer Verbreitung. Dafür sind vermutlich geänderte Haltungsmethoden für Haustiere verantwortlich, die kaum noch dauerhaft auf ausgedehnten, extensiv gepflegten Standweiden gehalten werden.

## Taxonomie
Die Gattung Scarabaeus wurde von Carl von Linné 1735 in der ersten Auflage seines Werks Systema Naturae eingeführt. Für die Zwecke der zoologischen Nomenklatur wird aber erst die zehnte Auflage 1758 gewertet. Nach  Linnés Diagnose umfasste sie alle Käfer mit einer gespaltenen Fühlerkeule, also das, was heute Scarabaeoidea oder Lamellicornia genannt wird. Linné selbst ordnete ihr 63 Arten zu. Die Verwendung für die Gattung im heutigen Sinn wurde erst 1819 durch den Schotten Alexander Macleay vorgeschlagen, als er Scarabaeus sacer (syn. Ateuchus sacer (Fabricius), also damals der heute auf Arten der Neuen Welt beschränkten Gattung Ateuchus Weber zugeordnet) zur Typusart der Gattung erklärte. Allerdings war seine Festschreibung wegen eines Formfehlers invalide, außerdem gab es nomenklatorische Probleme, weil übersehen worden war, dass Lamarck 1807 mit Scarabaeus hercules (heute Dynastes hercules) schon einmal eine andere Art zur Typusart bestimmt hatte, was später ignoriert worden war. Die International Commission on Zoological Nomenclature sah sich daher 2014 genötigt, die Festlegung von Scarabaeus sacer als Typusart der Gattung Scarabaeus durch Frederick William Hope 1837 als verbindlich festzuschreiben, um die in der Zoologie eingeführte Verwendung des Namens zu retten. Der Name bezieht sich auf den antiken Skarabäus (römisch, bei Plinius, Scarabaeus, griechisch kántharos, lautähnlich zu sumerisch kharub und altägyptisch kheprer, khepri oder cheperer.)
Innerhalb der Familie wird Scarabaeus einer Unterfamilie Scarabaeinae und darin einer Tribus Scarabaeini (aufgestellt durch Louis Péringuey, 1901) zugeordnet. Während die Abgrenzung und Monophylie der Scarabaeini verhältnismäßig unstrittig sind, gibt es über die Abgrenzung der Gattungen darin verschiedene Auffassungen. Nach einer morphologischen Analyse umfassen die Scarabaeini nur zwei Gattungen, neben Scarabaeus nur noch Pachylomera Griffith & Pidgeon, 1831 (syn. Pachylomerus Bertoloni, 1849) mit nur zwei Arten, die endemisch im südlichen Afrika leben. Fast alle synonymisierten Untergattungen wurden später von anderen Autoren wieder zu eigenen Gattungen erhoben, was aber in den meisten Fällen bis heute umstritten bleibt.
Die früher als Untergattung aufgefasste Pachysoma MacLeay, 1821, mit Verbreitung ausschließlich in der Namib und angrenzenden Küstendünen im Westen von Südafrika (Republik Südafrika und Namibia) wird heute in der Regel immer als eigenständige Gattung aufgefasst. Pachysoma-Arten unterscheiden sich auch im Verhalten: Das für die „Pillendreher“ von Scarabaeus s. str. typische Rollen einer Dungkugel kommt bei ihnen nicht vor. Stattdessen ergreifen sie ausgetrockneten Dung von Pflanzenfressern, aber auch andere trockene Pflanzenstreu, mit den Hinterbeinen und ziehen dies vorwärts bis zu einer vorbereiteten Grube.
Es werden, je nach Autoren, meist folgende Untergattungen unterschieden:
- Scarabaeus s. str.[14]: Schwarz oder schwarzbraun gefärbt, immer mit Hinterflügeln, flugfähig (alat). Am Kopf eine in der Mitte unterbrochene kielartige Stirnleiste an der Frontoclyealnaht (zwischen Frons und Clypeus) ausgeprägt, am Innenende zur Unterbrechung hin sitzt jeweils ein Tuberkel. Die Vorderschienen tragen etwa in der Mitte eine Aussparung. Die Hinterschienen, meist auch die Mittelschienen sind quer gekielt, ihr Endabschnitt länger als breit, die Tarsen oben (distal) eingelenkt, so dass die Ansatzstelle der Tarsen vom Ende der Schienen abgerückt erscheint.
- Ateuchetus Bedel 1892[14]: Schwarz oder schwarzbraun gefärbt, immer mit Hinterflügeln, flugfähig (alat). Am Kopf ist die Frontoclypealnaht schwach entwickelt. Vorderschienen ohne mittige Aussparung. Mittel- und Hinterschienen nur mit sehr kurzen Querkielen, ihr Endabschnitt kurz, die Tarsen nahe den Spornen, also an der Spitze der Schienen, eingelenkt.
- Escarabaeus Zídek & Pokorný, 2011[15] (syn. Mesoscarabaeus Zídek & Pokorný, 2008, nec Hong, 1982): Wie Scarabaeus s. str., aber ohne mittige Aussparung der Vorderschienen und das Tuberkel an der Stirnleiste nach vorn verschoben und eher seitwärts gerichtet.
- Mnematium MacLeay 1821[14]: Entweder ohne Hinterflügel, nicht flugfähig, dann mit auffallend breitovalen Elytren ohne abgesetzte Vorderecken („Schultern“), oder mit solchen, dann von ähnlicher Gestalt wie Scarabaeus s. str., aber die Basis der Elytren scharf gerandet (bei den anderen Untergattungen unvollständig). Der Halsschild in der Regel im Verhältnis zu den Flügeldecken sehr groß. Viele Autoren unterscheiden eine Untergattung Mnematidium Ritsema 1889 mit der einzigen Art Scarabaeus multidentatus Klug, 1845, die heute meist nicht mehr anerkannt wird. Sie unterscheidet sich vor allem an den vollständig ausgebildeten Hinterflügeln von den anderen, meist flügellosen Mnematium-Arten.
- Kheper Janssens, 1940[11]. Gut 20 Arten. Meist metallisch gefärbt. Tarsen mit nur einer Klaue. Vorderschienen am Außenrand zwischen den großen Zähnen keine kleine Zähnelung (Krenulierung). Sporn der Mitteltibien mit diesen verschmolzen. Wird von zahlreichen Autoren, unter anderem Jiří Zídek und Kollegen[14] und Stefano Ziani und Kollegen[16] als eigenständige Gattung aufrechterhalten bzw. aus der Synonymie mit Scarabaeus wieder entfernt. Verbreitet in ganz Afrika unter Einschluss des Nordens und des Mittelmeerraums, mit 2 Arten in Asien, östlich bis Afghanistan, angegeben.
- Sceliages Westwood, 1837[11]. Mittelschienen mit zwei Spornen. Die vier Zähne des Clypeus (vorn am Kopf) sind untereinander markant verschieden, die mittleren beiden länger und schmaler. Die sieben Sceliages-Arten haben eine spezialisierte Lebensweise: Alle Arten ernähren ihre Brut ausschließlich von toten oder verletzten Doppelfüßern, besonders der Ordnung Spirostreptida, die sie zu einer Kugel formen und damit, ähnlich den verwandten Gruppen, einen unterirdischen Erdbau verproviantieren. Sceliages ist endemisch im südlichen Afrika.[17]
- Scarabaeolus Balthasar, 1965. Meist schwarz, gelegentlich metallisch grün gefärbt. Mittelschienen in der Regel mit einem Sporn und einem zweiten, rudimentären Relikt eines solchen. Relativ kleine und stark behaarte Arten (Körperlänge 10 bis 14 Millimeter). Die etwa 40 Arten sind verbreitet im südlichen Afrika, wenige Arten bis nach West- oder Nordostafrika.[18][19]

Im Katalog von Löbl und Löbl 2016 werden, neben Scarabaeus, folgende Gattungen der Scarabaeini als eigenständig anerkannt: Ateuchetus, Escarabaeus, Kheper, Mnematium, Mnematidium. Diese umfassen danach, je nach Autoren und Untersuchungsjahr, zwischen zwei bzw. drei und sieben Gattungen.

## Arten (Auswahl)
- Scarabaeus cicatricosus
- Scarabaeus laticollis
- Scarabaeus pius
- Scarabaeus sacer (Heiliger Pillendreher)
- Scarabaeus semipunctatus
- Scarabaeus typhon
- Scarabaeus variolosus (Pockennarbiger Pillendreher)

## Kulturelle Bedeutung
Scarabaeus-Arten gelten als natürliche Vorbilder für die Skarabäus genannten heiligen Objekte im Alten Ägypten. Neben der Ähnlichkeit der teilweise naturalistisch gestalteten Objekte lassen auch die (allerdings erst in der Spätantike und durch griechische und römische Autoren tatsächlich überlieferten) Legenden darauf schließen. Das Verhalten, Dungkugeln vor sich her zu rollen, stelle einen Bezug zum Sonnengott Re und seiner Fahrt mit der Sonnenbarke über den Himmel her. Nach antiken Autoren wie Plutarch, Clemens von Alexandria oder Horapollon sei der Käfer außerdem verehrt worden, weil man der Ansicht gewesen sei, alle Tiere wären männlich, so dass er als Symbol einer männlichen Schöpferkraft gegolten habe. Möglicherweise diente das Vergraben einer Kugel im Schlamm und das anschließende Erscheinen neuer Käfer aus der Erde auch als Symbol der Wiedergeburt nach dem Tode. Sie symbolisierte vielleicht auch den unterirdischen Sonnenlauf, während der Nacht. Der Käfer wurde gleichgesetzt mit dem Gott Chepre, der in Ausnahmefällen sogar mit einem Skarabäus als Kopf dargestellt wurde. Der bei Plinius überlieferte lateinische Name scarabaeus wurde zum Gattungsnamen.
Welche heute unterschiedene Käferart(en) dem antiken Skarabäus zugrunde lag(en), ist nicht ganz einfach zu sagen. Das charakteristische Rollen von Kotkugeln tritt bei zahlreichen Arten, nicht nur dieser Gattung, auf. Nach dem Vergleich naturalistischer gestalteter Skarabäen werden, neben dem Heiligen Pillendreher Scarabaeus sacer, auch Scarabaeus (Mnematidium) multidentatus und Scarabaeus (Kheper) aegyptiorum genannt, die alle in Ägypten vorkommen. Es gibt aber auch nach den Inschriften dem Gott Chepre gleichgesetzte Darstellungen von Arten anderer Gattungen, etwa Heliocopris gigas und Copris hispanus (die allerdings kein Rollen von Kotbällen zeigen und auch mit anderen Göttern wie den Mondgöttern Chons und Thot in Verbindung gebracht wurden).
Es gibt historische Berichte, dass einige Arten von Scarabaeus in Nordafrika in historischer Zeit von Menschen gegessen worden sind (Entomophagie beim Menschen) Nach dem Hayât-alhaiwân des islamischen Rechtsgelehrten und Naturhistorikers Muhammad ibn Musa al-Damiri (gestorben 1405) war der Verzehr allerdings verboten (haram). Es sind vereinzelt Verwendungen als Naturheilmittel bezeugt. Durch seine Lebensweise in stinkendem Mist war er im Gegensatz zur Antike aber kulturell nicht angesehen. Skarabäen würden angeblich sterben, wenn sie Wohlgerüche wie Rosenduft riechen, aber durch Mistgeruch wieder lebendig. Ihr Erscheinen in Träumen war ein schlechtes Omen. Abū Yahyā Zakariyā' ibn Muhammad al-Qazwīnī (gestorben 1283) berichtet in ʿAǧāʾib al-maḫlūqāt wa-ġarāʾib al-mauǧūdāt (Wunder der Geschöpfe und Seltsamkeiten der existierenden Dinge), dass ein Kamel stirbt, wenn es einen Mistkäfer verschlinge, man finde in der Mitte von seinem Mist einen neuen Mistkäfer.